# Ostbüro der FDP
Das Ostbüro der FDP wurde 1948 unter dem Namen „Hilfsdienst Ost“ in Berlin gegründet und 1950 als Abteilung der FDP-Bundesgeschäftsstelle in Bonn angesiedelt. Zu den Hauptaufgaben zählte die Sammlung von Informationen über das staatliche, politische, wirtschaftliche und kulturelle Leben in der SBZ/DDR und die Betreuung von Flüchtlingen, insbesondere von geflüchteten Mitgliedern der Liberal-Demokratischen Partei Deutschlands (LDPD) in den westdeutschen Aufnahmelagern. 
In der Ostkartei des Ostbüros wurden Daten von ca. 25.000 geflüchteten LDPD-Mitgliedern und DDR-Häftlingen aufbewahrt. Im Mai 1950 wurde das Referat „Hilfsdienst Ost“ bei der FDP-Bundesgeschäftsstelle in Bonn angesiedelt und zunächst unter Leitung von Hans Joachim Pietsch aufgebaut und danach von Karl-Heinz Naase bis 1956 weitergeführt. Von 1951 bis 1957 war Wolfgang Schollwer, früherer Landessekretär der Liberal-Demokratischen Partei (LDP) in Brandenburg, stellvertretender und zuletzt kommissarischer Leiter des Ostbüros der FDP.
Dem Ostbüro unterstanden die Referate „Wiedervereinigung“ und „Betreuung“, die Redaktion des „Ostdienstes“ (1952–1957) sowie die im Herbst 1950 eingerichteten drei Außenstellen in den Bundesdurchgangslagern Gießen, Uelzen und West-Berlin. Der Aufgabenbereich der Außenstellen umfasste hauptsächlich die Gutachtertätigkeit beim Bundesnotaufnahmeverfahren, den Beratungsdienst, die Flüchtlingsüberprüfung für die Ausstellung von Befürwortungen und Bescheinigungen, die Unterstützung von DDR-Häftlingen und deren Angehörigen, die Beschaffung von Unterlagen für die Personenkarteien des Betreuungsreferates der Zentrale Bonn und die Vorbereitung und Durchführung von Post-, Ballon- und Paketaktionen in die DDR. Eine besondere Funktion der Außenstelle Berlin war der ärztliche Beratungs- und Hilfsdienst für die Flüchtlinge und Besucher aus der DDR. Nahe der Grenze zur DDR entstanden 1951 sogenannte Informationsstellen (I-Stellen), welche im Unterschied zu den Außenstellen nur für die Informationsbeschaffung und Einschleusung von Aufklärungsmaterial in die DDR zuständig waren.
Zu den zentralen Aufgaben des Referats „Wiedervereinigung“ gehörten die Vorbereitung einer eventuellen Wiedervereinigung Deutschlands, die Aufklärungsarbeit in Ost und West, die Führung eines Informationsarchivs und die Koordinierung der Arbeit des LDP-Bundesbeirats, in dem sich als beratender FDP-Fachausschuss ehemalige Mitglieder der LDPD zusammengeschlossen hatten. Neben der Auswertung der Informationen aus den Außenstellen und der Flüchtlingsbetreuung war das „Betreuungsreferat“ für die Aufstellung und Verwaltung der Ostkartei mit Informationen über die politische Arbeit der LDPD-Mitglieder in der DDR, der Flüchtlingskartei und der DDR-Häftlingskartei verantwortlich. Das Ostbüro gab wiederholt Sonderinformationen „über die Lage in der Sowjetzonen-LDP und in Mitteldeutschland“ sowie „Analysen der sowjetischen Außenpolitik und der gesamtdeutschen Politik der SED“ heraus.
Die eigentliche „Ostarbeit“ erstreckte sich nur bis Ende 1956, danach hatte das in ein „Referat für Wiedervereinigung“ überführte Ostbüro hauptsächlich beratende Funktionen, bis es 1976 endgültig aufgelöst wurde.
Die Unterlagen des FDP-Ostbüros befinden sich als geschlossener Bestand im Archiv des Liberalismus der Friedrich-Naumann-Stiftung für die Freiheit in Gummersbach.